# Az-Zawayda
Az-Zawayda o Zawaida (àrab: الزوايده, az-Zawāydah) és un municipi palestí de la governació de Deir al-Balah, situat a uns 3 km al nord-est de la ciutat de Deir al-Balah i a l'oest del camp de refugiats de Maghazi. Segons estimacions de l'Oficina Central d'Estadístiques de Palestina (PCBS) en 2006 hi havia 15.483 residents.